# 九莲经
九莲经可以指：
- 《皇极金丹九莲正信归真还乡宝卷》，中国民间宗教宝卷。
- 《佛说大慈至圣九莲菩萨化身度世尊经》，明代万历年间由明神宗生母李太后主导编纂的宗教经典。